# Hever (Kent)
Hever è un villaggio e parrocchia civile inglese del Kent, distretto di Sevenoaks. Si trova sulle rive del fiume Eden, un affluente del Medway, ad est di Edenbridge. La parrocchia comprende i villaggi di Four Elms, lo stesso Hever, e Markbeech ed aveva nel 2001 una popolazione di 1.136 abitanti.
Il nome è attestato per la prima volta in un atto Sassone dell'814, ove compare come Heanyfre, che significa "alto bordo".
In Hever vi è l'omonimo castello, casa dell'infanzia di Anna Bolena, seconda moglie di Enrico VIII.
Nella chiesa parrocchiale di San Pietro vi è la tomba di Thomas Boleyn, I conte del Wiltshire, padre di Anna Bolena e nonno della regina Elisabetta I.